# Точка роста
Точками роста функции {\displaystyle F\colon \mathbb {R} \to \mathbb {R} } называются все точки {\displaystyle x\in \mathbb {R} } такие, что существует {\displaystyle \varepsilon _{0}>0} такое, что для любого {\displaystyle \varepsilon \in (0,\varepsilon _{0})} выполнено неравенство
{\displaystyle |F(x+\varepsilon )-F(x-\varepsilon )|>0}.
Понятие «точка роста» часто используется в теории вероятностей по отношению к функциям распределения случайных величин. Так как такие функции являются неубывающими, то в определении точки роста неравенство имеет вид: 
{\displaystyle F(x+\varepsilon )-F(x-\varepsilon )>0}.

## Связанные понятия
- Спектром {\displaystyle Sp(x)} функции {\displaystyle F(x)} называется множество точек роста функции {\displaystyle F(x)}, то есть

{\displaystyle Sp(x)=\left\{x\colon \,|F(x+\varepsilon )-F(x-\varepsilon )|>0,\ \forall \varepsilon >0\right\}.}
- Непрерывная функция распределения называется сингулярной, если множество точек роста имеет меру Лебега равную нулю. Вероятностная мера, взаимно однозначно соответствующая сингулярной функции распределения, также называется сингулярной.